# Arnold Henry Guyot

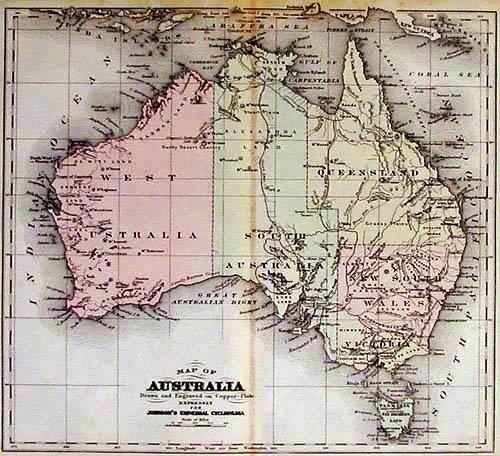
Mapa d'Austràlia compilat per Arnold Henry Guyot i Frederick Augustus Porter Barnard

Arnold Henry Guyot (28 de setembre de 1807, Boudevilliers – 8 de febrer de 1884 Princeton, Nova Jersey), va ser un geòleg i geògraf.

## Biografia
Guyot va néixer a Boudevilliers, prop de Neuchâtel, Suïssa. El 1825 es traslladà a Alemanya i va residir a Karlsruhe on trobà Louis Agassiz. Després se n'anà a Stuttgart, on estudià a la seva escola o Gymnasium. Tornà a Neuchâtel el 1827. Estudià també a la Universitat Humboldt de Berlin. Estudià entre altres matèries, filosofia i ciències naturals. En el seu temps lliure recollia conquilles i plantes. Es va doctorar el 1835 a Berlin.
El 1838, per suggeriment d'Agassiz, visità les glaceres de Suïssa i comunicà els resultats de sis setmanes de recerca a la Societat Geològica de França. Va ser el primer a fer certes observacions importants sobre el moviment de les glaceres i la seva estructura. Entre altres coses s'adonà que el moviment o flux de les glaceres era més ràpid al centre que als costats i que era més ràpid a la part de dalt que al fons.
El 1848 emigrà als Estats Units i s'assentà a Cambridge (Massachusetts). Va fer un curs de lliçons al Lowell Institute i publicà el llibre Earth and Man (Boston 1853). El 1854 va ser nomenat professor de geografia física i geologia a la Universitat de Princeton, càrrec que ocupà fins a la seva mort. Va fundar el museu de Princenton.
Entre els seus treballs fets als Estats Units hi ha el perfeccionament del sistema meteorològic, molts dels quals sota els auspicis de la Smithsonian Institution. Va confeccionar les taules meteorològiques per a l'establiment posterior del United States Weather Bureau.

## Escrits
Va fer llibres de text i mapes mural que van ajudar a popularitzar els estudis geològics. A més les publicacions principals són: 
- Earth and Man, Lectures on Comparative Physical Geography in its Relation to the History of Mankind (traduït per Cornelius Conway Felton, 1849)
- A Memoir of Louis Agassiz (1883)
- Creation, or the Biblical Cosmogony in the Light of Modern Science (1884).
- Johnson's New Universal Cyclopaedia (1876) - editor en cap junt amb Frederick Augustus Porter Barnard

## Toponímia derivada del seu nom
Glacera Guyot a Alaska, Mount Guyot a Carolina del Nord,  Mount Guyot a New Hampshire.